# Blanka Kastilská (1319–1375)
Infantka Blanka Kastilská (srpen 1319, Alcocer - 1375, Las Huelgas) byla infantka Kastilie a členka Burgundsko-Ivrejské dynastie. Jako první žena dědice trůnu se po svatbě stala infantkou Portugalska.
Byla jediné dítě infanta Petra Kastilského lorda z Camerosu (syn krále Sancha IV. Kastilského) a infantky Marie Aragonské (dcera krále Jakuba II. Aragonského).

## Život
Narodila se v srpnu roku 1319 v Alcoceru, dva měsíce po smrti svého otce. Její rodiče se stali manžely prosinci roku 1311 v Calatayudu. Její otec Petr Kastilský byl pán z Camerosu, Almazánu, Berlanga de Duero, Monteagudo a Cifuentes, a Mayordomo Mayor (majordomus) svého bratra krále Ferdinanda IV. Kastilského. Po jeho smrti roku 1312 byl jmenován ochráncem svého synovce Alfonse XI. Kastilského a regentem království spolu s Marií de Molina a Janem Kastilským, pánem z Valencia de Campos (syn krále Alfonse X. Kastilského) který byl s Petrem zabit v la Vega de Granada.
Na jaře roku 1320 Blanka a její matka opustily Kastilské království a odešli do Aragonského království a to se souhlasem jejího strýce infanta Filipa Kastilského a babičky Marie de Molina, navzdory tomu že Blanka byla jediná dědička majetku infanta Petra.
Avšak Juan Manuel, princ z Villeny (vnuk krále Ferdinanda III. Kastilského) a jeho žena Konstancie Aragonská (dcera krále Jakuba II., Blančina teta) trvali na tom aby Blanka s její matkou zůstaly v Kastilii pod jejich ochranou.
Roku 1322 se její matka a Garci Lasso de la Vega, správci Kastilského území, dohodli že Blanka by se měl provdat za svého bratrance krále Alfonse XI. Nicméně plány propadly a svatba se nekonala.
Roku 1325 král Jakub II. plánoval aby si jeho vnučku vzal Juan de Castilla, pán z Biscay přezdívaný jednooký. Roku 1325 zrušil zasnoubení Blanky a Juana protože se obával že by jí převzal území na hranicích Kastilie a Aragonska. Dne 31. října 1326 byl Juan zabit ve městě Toro.
V září 1325 ve městě Alfayete byla podepsána svatební smlouva mezi Blankou a infantem Petrem Portugalským, synem a dědicem krále Alfonse IV. Portugalského; nicméně nevěsta nebyla zletilá a zůstala v Aragonu.
Roku 1330 získal portugalský král zrušení manželství kvůli nezletilosti Blanky.
Roku 1331 byla jmenována abatyší kláštera Santa María la Real v Las Huelgas kterou byla až do své smrti roku 1375.